# 埃及航空快運
埃及航空快運是一家埃及航空公司，總部位於埃及開羅。於2006年成立，在2007年6月1日由埃及航空所輔助的一架客機開始正式服務。
在2008年7月，埃及航空快運是由母公司的埃及航空帶領下成為星空聯盟中的一個會員。埃及航空快運是輔助埃及航空的一間航空公司，使用小型飛機服裝國內航線。

## 目的地
埃及航空快運會到達以下目的地（2009年3月）

### 國內
- 埃及
  - 亞歷山大（亞歷山大國際機場）
  - 阿斯旺（阿斯旺國際機場）
  - 開羅（開羅國際機場）
  - 古尔代盖（古尔代盖国际机场）
  - 卢克索（卢克索国际机场）
  - 阿拉姆港（阿拉姆港國際機場）
  - 馬特魯港（馬特魯港機場）
  - 沙姆沙伊赫（沙姆沙伊赫國際機場）

### 國際

#### 非洲
- 敘利亞
  - 的黎波里（的黎波里國際機場）（由2009年3月30日開始）
  - 班加西（貝尼納國際機場）（由2009年3月29日開始）

#### 中東
- 沙特阿拉伯
  - 吉達（阿卜杜勒-阿齊茲國王國際機場）
- 黎巴嫩
  - 貝魯特（貝魯特的哈里裡國際機場）（只限夏季）

#### 歐洲
- 意大利
  - 卡塔尼亞（卡塔尼亞機場）
- 匈牙利
  - 布達佩斯（布達佩斯國際機場）（由埃及航空於2009年3月29日轉移過來）
- 馬耳他
  - 瓦萊塔（馬耳他國際機場）

## 機隊

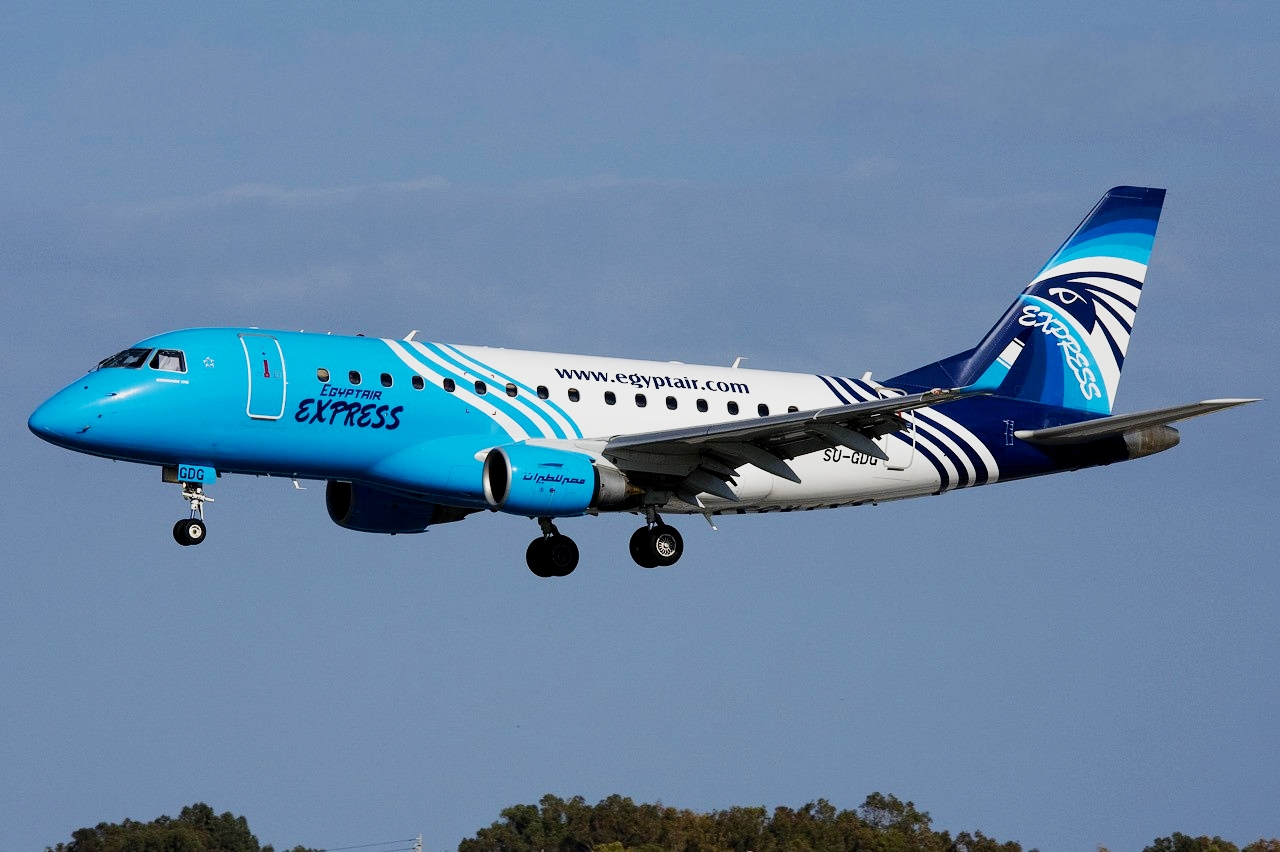
埃及航空快運E170

埃及航空快運有以下機隊（2017年12月）: